# Новый Бельский мост

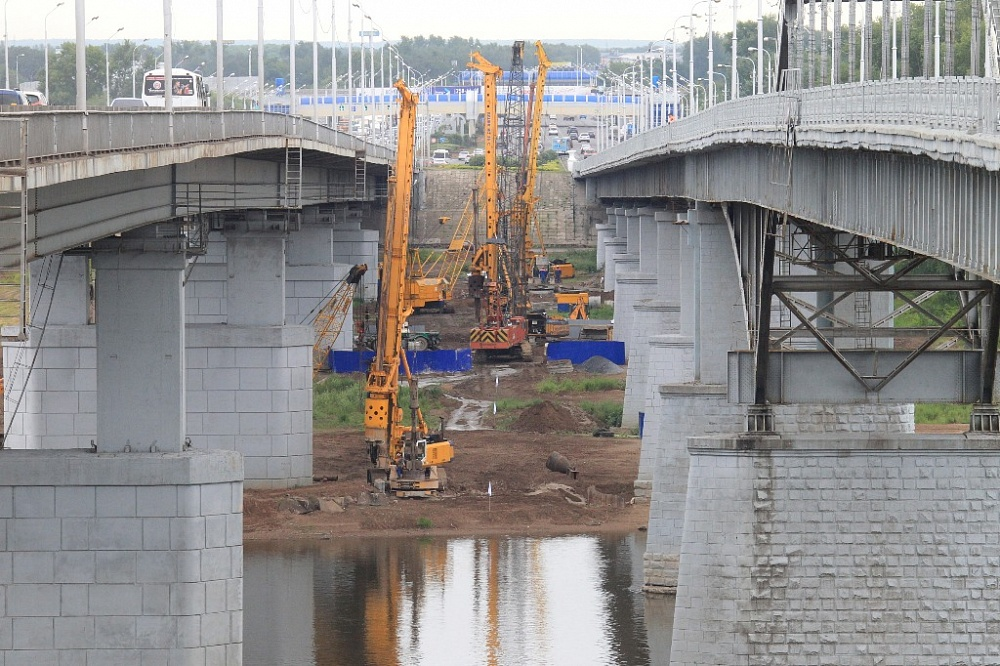
Строительство моста

Новый Бельский мост (башк. Яңы Ағиҙел күпере) — автодорожный балочный мост через реку Белую в городе Уфе, мост-вставка между Бельским и Оренбургским мостами на Оренбургской переправе.
От моста начинается автомобильная дорога федерального значения Р-240.

## Описание
Длина моста — 688 м, ширина — 16,7 м. Стоимость строительства — 3,46 млрд рублей. Построен АО «Уралмостострой».

## История
Проект реконструкции, стоимостью 111,67 млн рублей, создан в 2015.
Строительство начато 8 июля 2019.
Открыт 1 ноября 2021 Главой Республики Башкортостан Радием Хабировым и Главой Администрацией города Уфы Сергеем Грековым.